# 长征3号核潜艇
长征3号核潜艇，正式名称为中国人民解放军海军长征3号（舷号：403），或称403鱼雷核潜艇（简称：403艇），是隶属于中国人民解放军海军北海舰队，驻地为青岛潜艇基地的一艘攻击型核动力潜艇。

## 历史

### “0990”任务
（如无注明，本段落所有内容来源均为《中国新闻周刊》的《水下90天：中国核潜艇的极限长航》）
1984年，核潜艇部队被下达“0990”试验任务。“0990”试验任务即最大自给力考核，也即“长航”，任务名来源于当时中国核潜艇设计理论数据是连续航行90昼夜。这次任务被交由403艇成员，即11艇员队执行任务。11艇员队是中国核潜艇部队的第一支艇员队。
为此次任务，11艇员队领导班子做出调整如下：
：
| 艇长     | 孙建国         |                                                 |
| 政委     | 常保林         | 为原406号弹道导弹核潜艇政委，1984年底接替侯德善 |
| 见习艇长 | 刘毅           |                                                 |
| 副艇长   | 程文兆、蒋松才 |                                                 |
| 副政委   | 李敏信         |                                                 |

“0990”任务中还有机关和随艇出海的领导9人，海军舰队机关3人，军代表1人，这些人与11艇员队领导班子组成的海上临时党委，委员为：
| 身份 | 姓名   | 部队职务     |
| ---- | ------ | ------------ |
| 书记 | 杨玺   | 基地副司令员 |
| 委员 | 孙承勤 | 政治部主任   |
| 委员 | 杨金奎 | 副参谋长     |
| 委员 | 孙建国 | 403艇艇长    |
| 委员 | 常保林 | 11艇员队政委 |

1985年11月20日，403艇从青岛市栲栳岛的潜艇基地出航进行“0990”任务。
出航第6天，即11月25（或26日），403艇进行封舱。
12月19日，指挥组结束封舱试验，潜艇浮起。
12月21日，基地岸上指挥部来电催要水质情况后，令403艇直接返航靠码头。主机军士长刘忠文坚决主张不能返航，常保林支持他的意见。经孙建国和杨玺同意，决定立即隔离主冷凝器右舷，不久后水质明显好转。之后抢修队登艇排除主冷凝器的故障，长航得以继续。
1986年2月18日，常保林向大家宣布403核潜艇完成最大耐久力试验，已连续航行90昼夜，圆满完成考核试验任务。

### 知名艇员
除“0990”任务中出现的人员之外，11艇员队的知名人员还有：
- 孙建国（曾任艇长，后至中国人民解放军海军上将）
- 刘毅（最晚于1988年已担任艇长[4]）
- 董震（曾任艇长）
- 吴昌弟（2008年6月被任命为实习艇长）[4]
- 郭金海（电工技师）[5]

## 记录
403艇连续航行了90昼夜零5小时，打破了美国核潜艇“海神号”连续航行84天的纪录，航程达23625海里，相当于绕地球一周，水下航行69天，航程18868海里，其中一次性下潜连续水下航行25天。（“海神号”，即特里同号核潜艇，SSRN-586）

## 荣誉
1994年7月10日，中央军委授予该艇员队“水下先锋艇”荣誉称号。
荣立二等功1次、三等功3次。

## 轶事
随艇出海的海军食品研究所的工程师从上海带来了一种气功练习的方法，很多人都跟着他练，拍打身体的各个部位，锻炼身体。